# Урожайний (Заводоуковський міський округ)
Урожа́йний (рос. Урожайный) — селище у складі Заводоуковського міського округу Тюменської області, Росія.
Населення — 304 особи (2010, 298 у 2002).
Національний склад станом на 2002 рік:
- росіяни — 66 %